# Tomé Velho
Tomé Velho (c. 1555 — 25 de Janeiro de 1632), foi um arquiteto e escultor português dos séculos XVI-XVII.

## Biografia / Obra
Filho de Jorge Tomé e Justa Dias, poderá ter nascido em Sintra, de onde eram naturais os progenitores, ou na região de Coimbra, mais especificamente em Lamarosa (na época pertencente à freguesia de Tentúgal), onde fixou residência e trabalhou. Foi um destacado discípulo de João de Ruão e continuador da sua obra. Segundo Dagoberto Markl a sua obra traduz, no entanto, mais "a «maneira» do artífice hábil na repetição de motivos de escola do que continuador à altura da criatividade do seu mestre". Em 1576 foi contratado para terminar a reconstrução, iniciada por João de Ruão, da Igreja de São Salvador de Bouças, do padroado da Universidade de Coimbra (remodelada no séc. XVIII; hoje conhecida por Igreja do Bom Jesus de Matosinhos). O retábulo desta igreja, de que restam apenas algumas imagens, terá saído da sua oficina. Entre as suas obras destaquem-se ainda: conceção arquitetónica e escultórica da capela de S. Teotónio, Mosteiro de Santa Cruz, Coimbra (não são de sua autoria o portal, a escultura central e as pinturas); capela de Duarte de Melo, Sé Velha de Coimbra; traça da Igreja da Misericórdia de Tentúgal e, para essa mesma igreja, o portal e o retábulo do altar-mor. A morte de Tomé Velho marca o fim do brilhante ciclo do renascimento coimbrão.

## Algumas obras
- Remodelação da então denominada Igreja de São Salvador de Bouças (com João de Ruão).[3]
- Capela de S. Teotónio, localizada no topo da sala capitular do Mosteiro de Santa Cruz, Coimbra.
- Capela do Mestre Escola Duarte de Melo, Sé Velha de Coimbra.[2]
- Conceção da igreja, portal e retábulo do altar-mor da igreja da Misericórdia de Tentúgal.[1]
- Retábulo da Igreja Matriz de Cantanhede.[3]

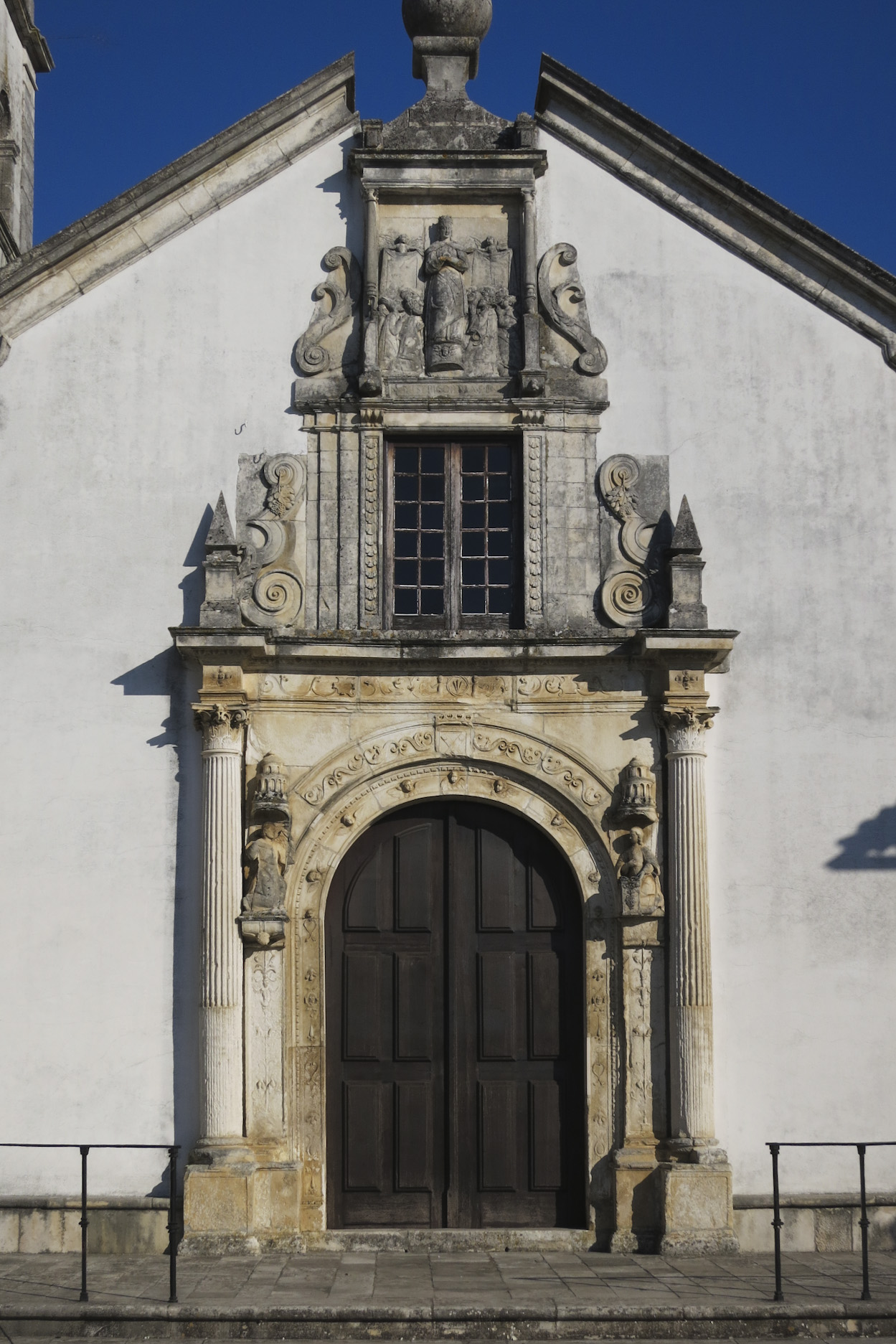
Portal da igreja da Misericórdia de Tentúgal
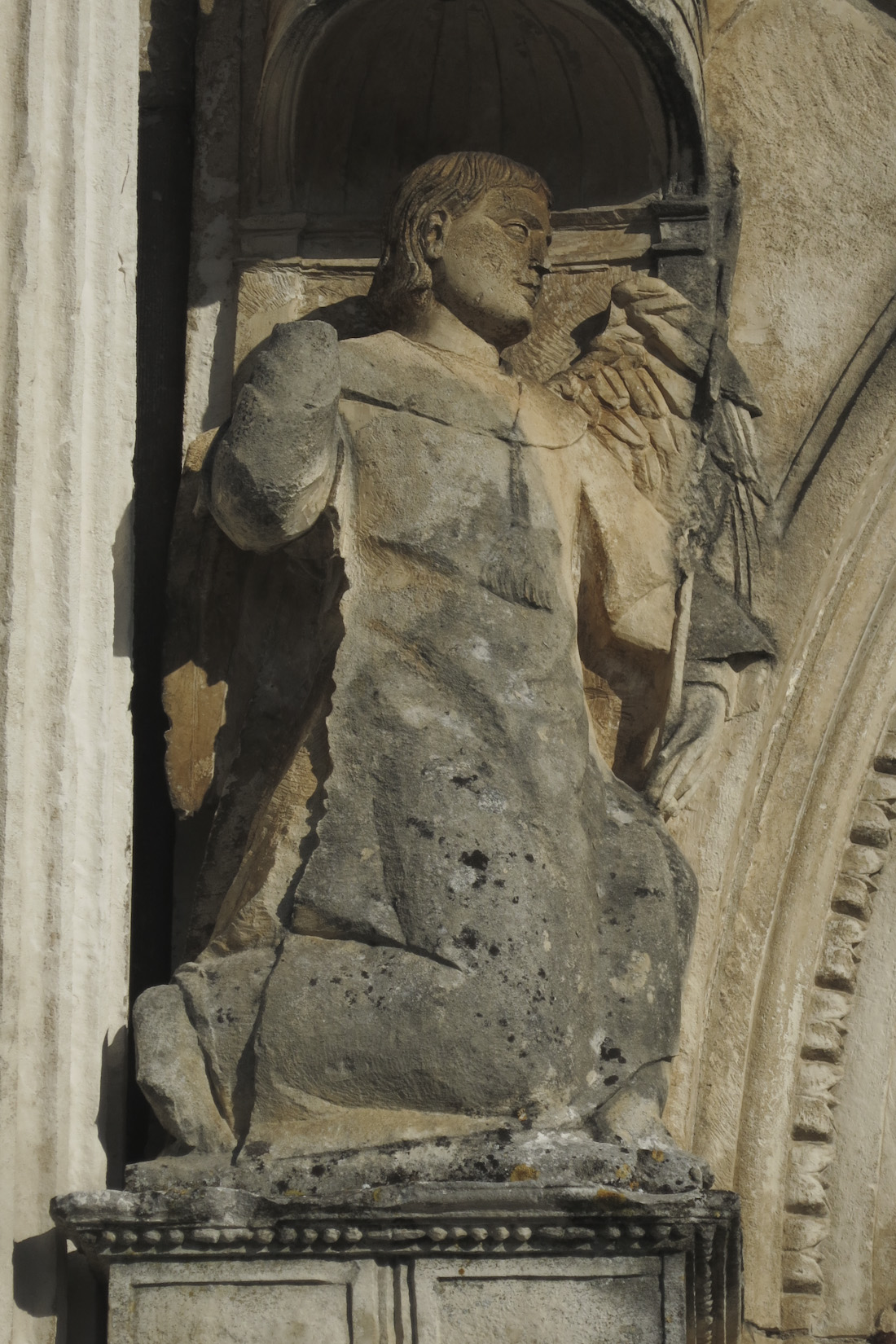
Imagem da Visitação, portal da igreja da Misericórdia de Tentúgal
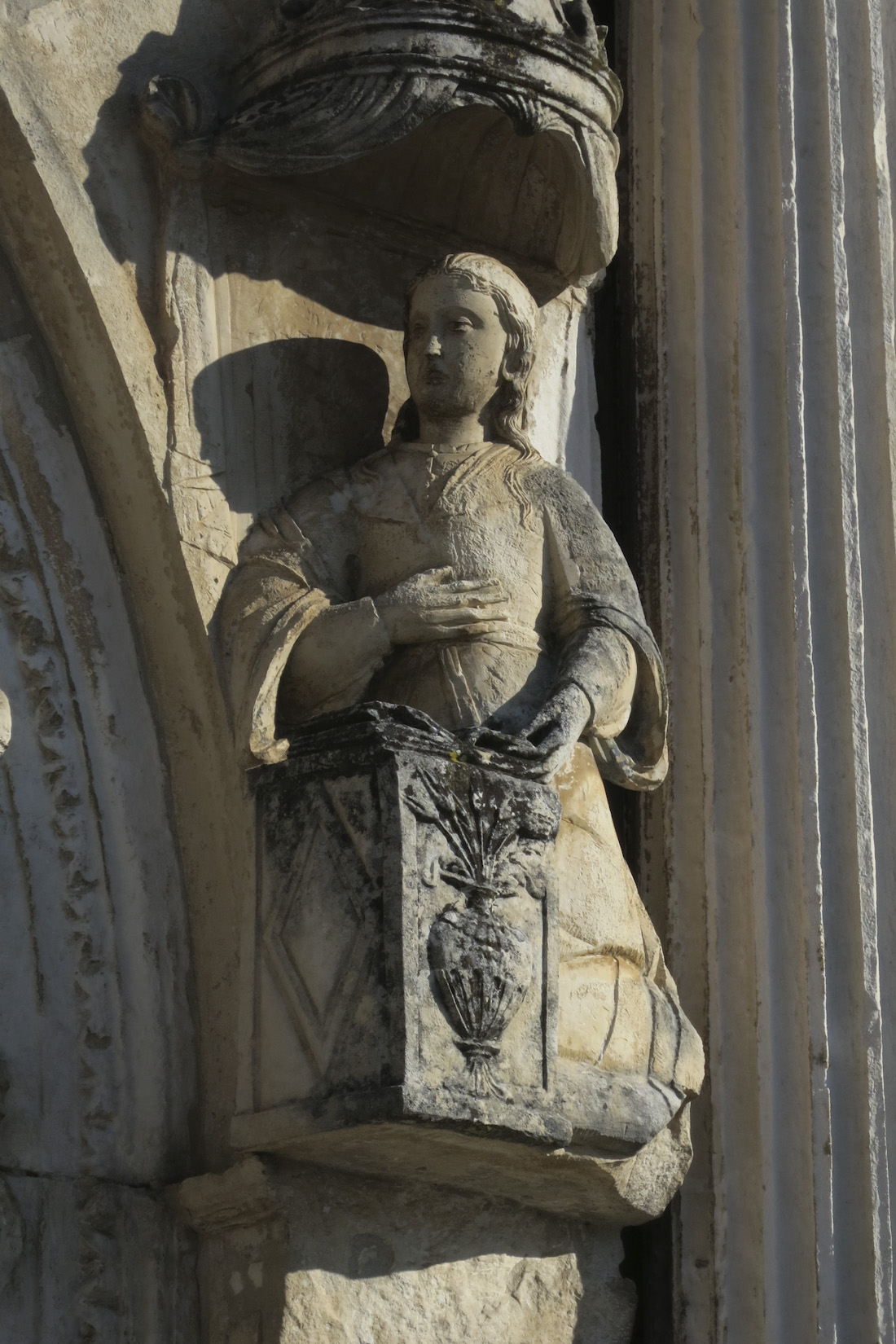
Imagem da Visitação, portal da igreja da Misericórdia de Tentúgal
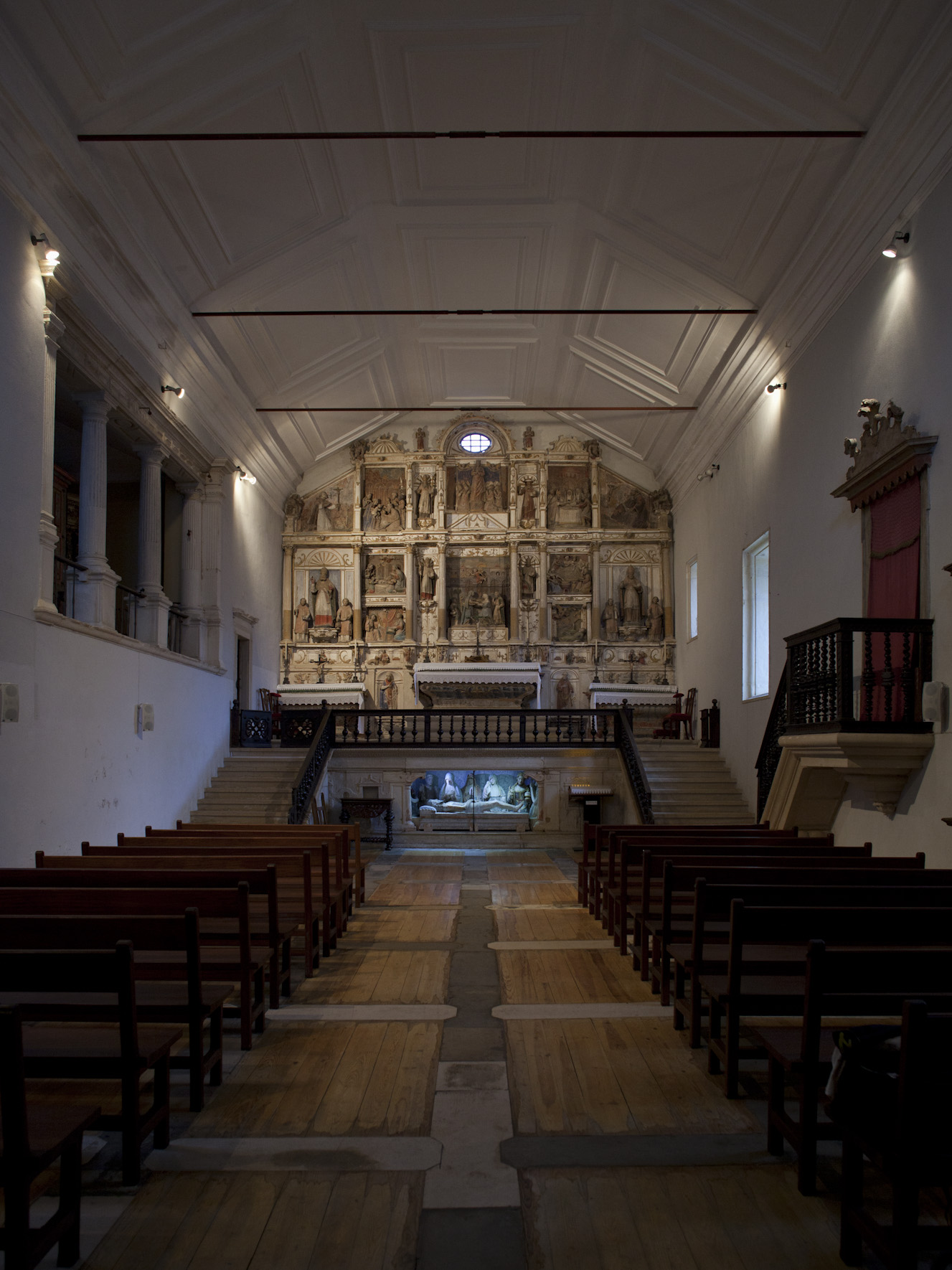
Igreja da Misericórdia de Tentúgal
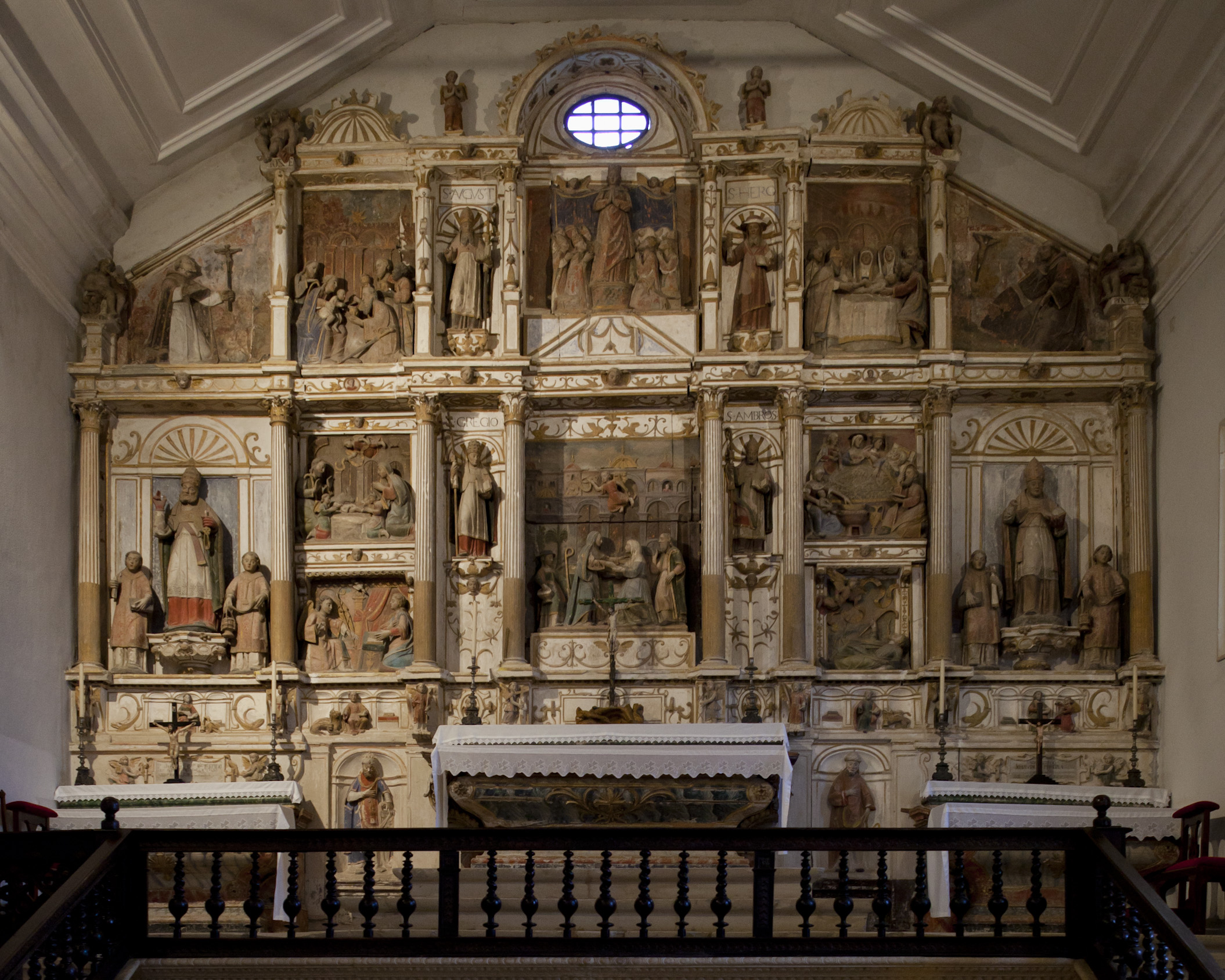
Retábulo, Igreja da Misericórdia de Tentúgal
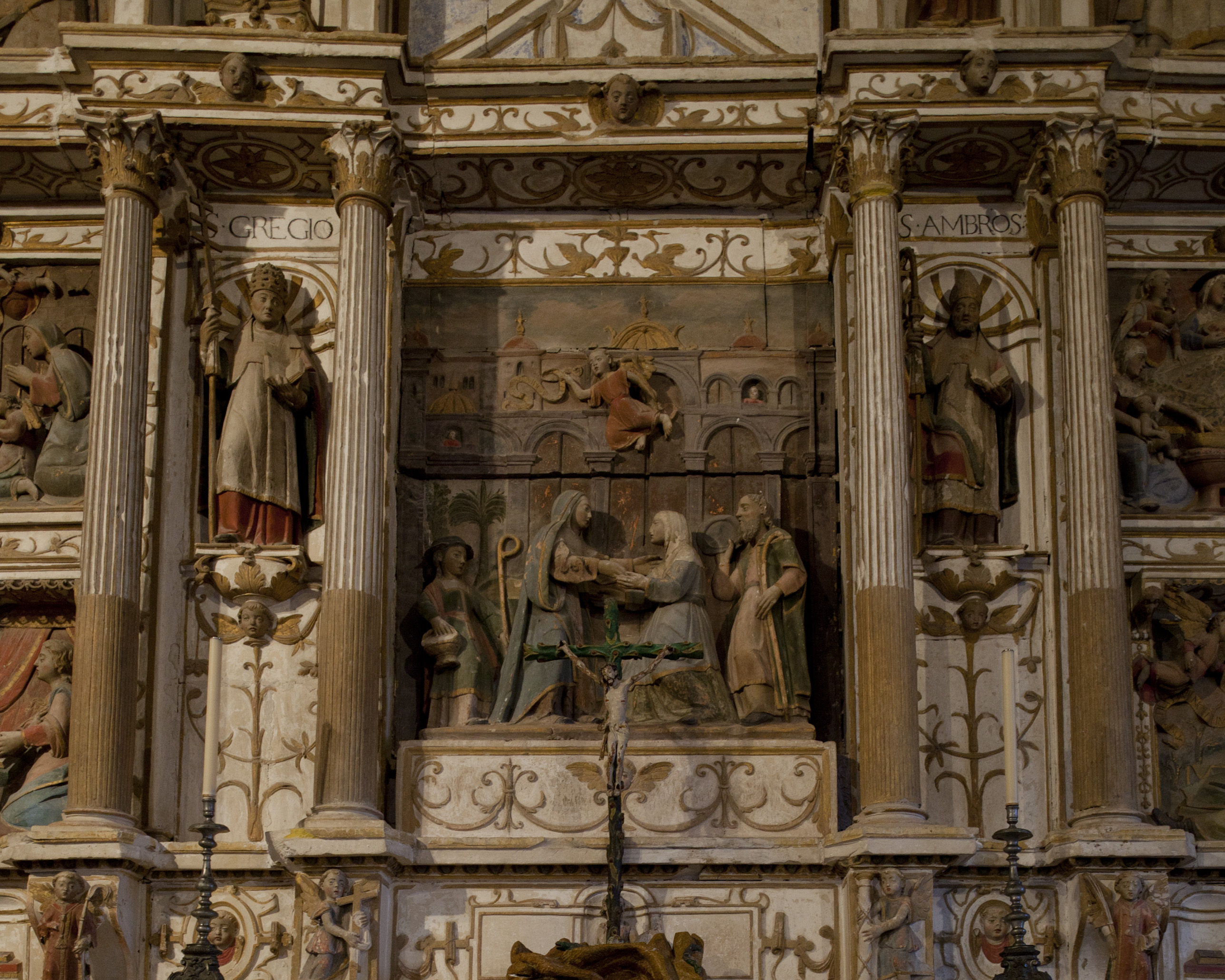
Pormenor do retábulo, Igreja da Misericórdia de Tentúgal
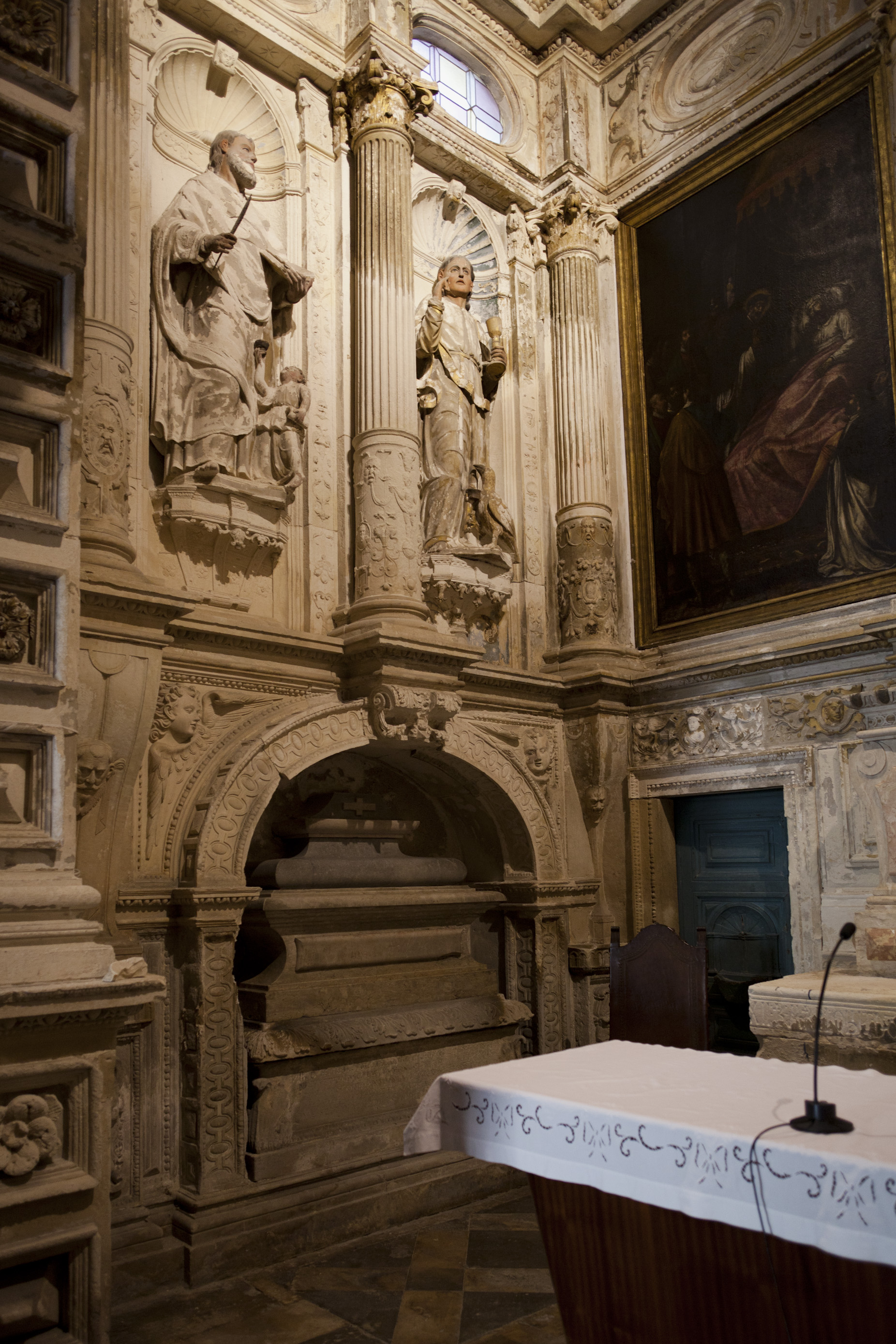
Capela de S. Teotónio (ao cimo, imagens de dois Evangelistas)
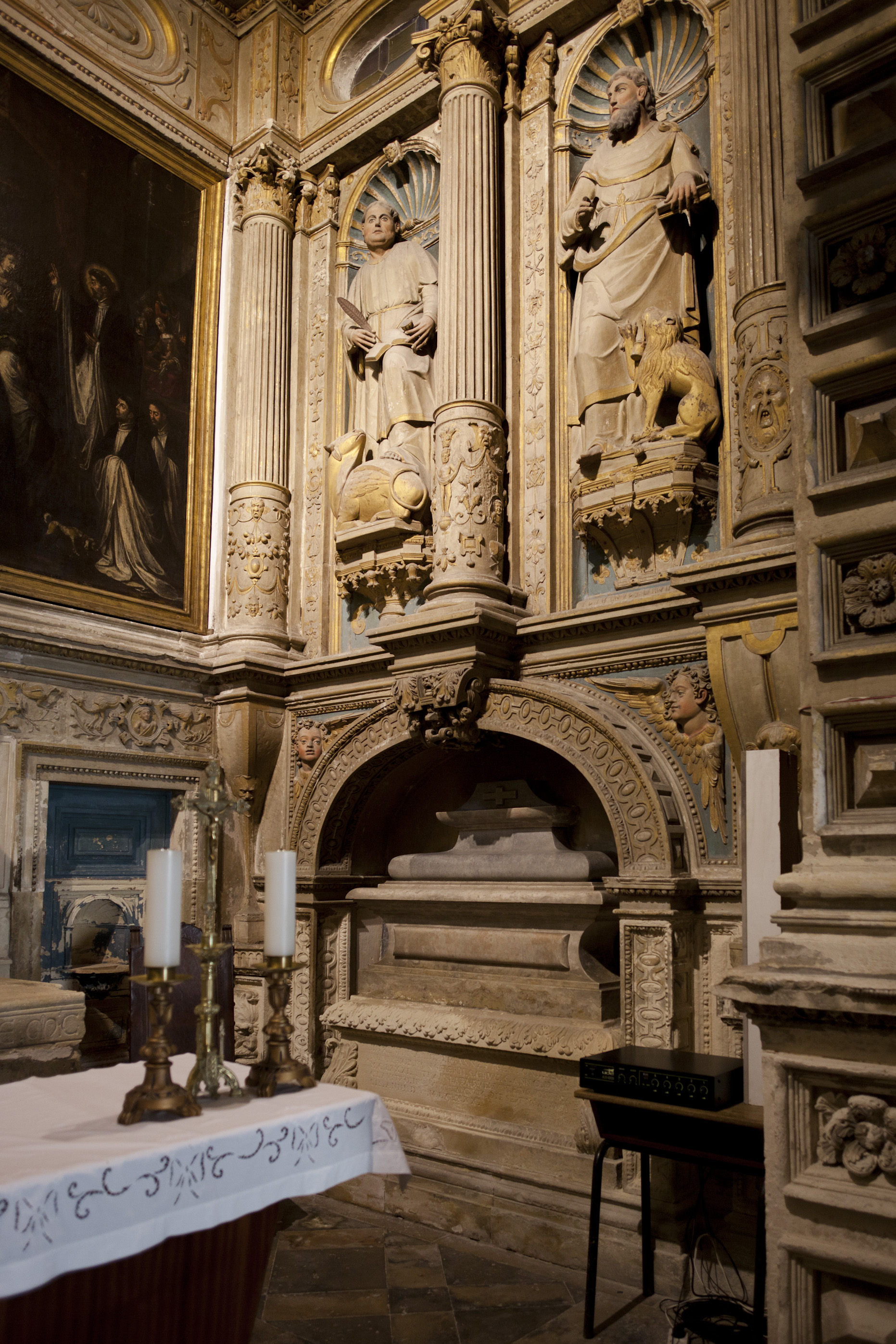
Capela de S. Teotónio (ao cimo, imagens de dois Evangelistas)